# Jüdisches Kriegerdenkmal (Diespeck)

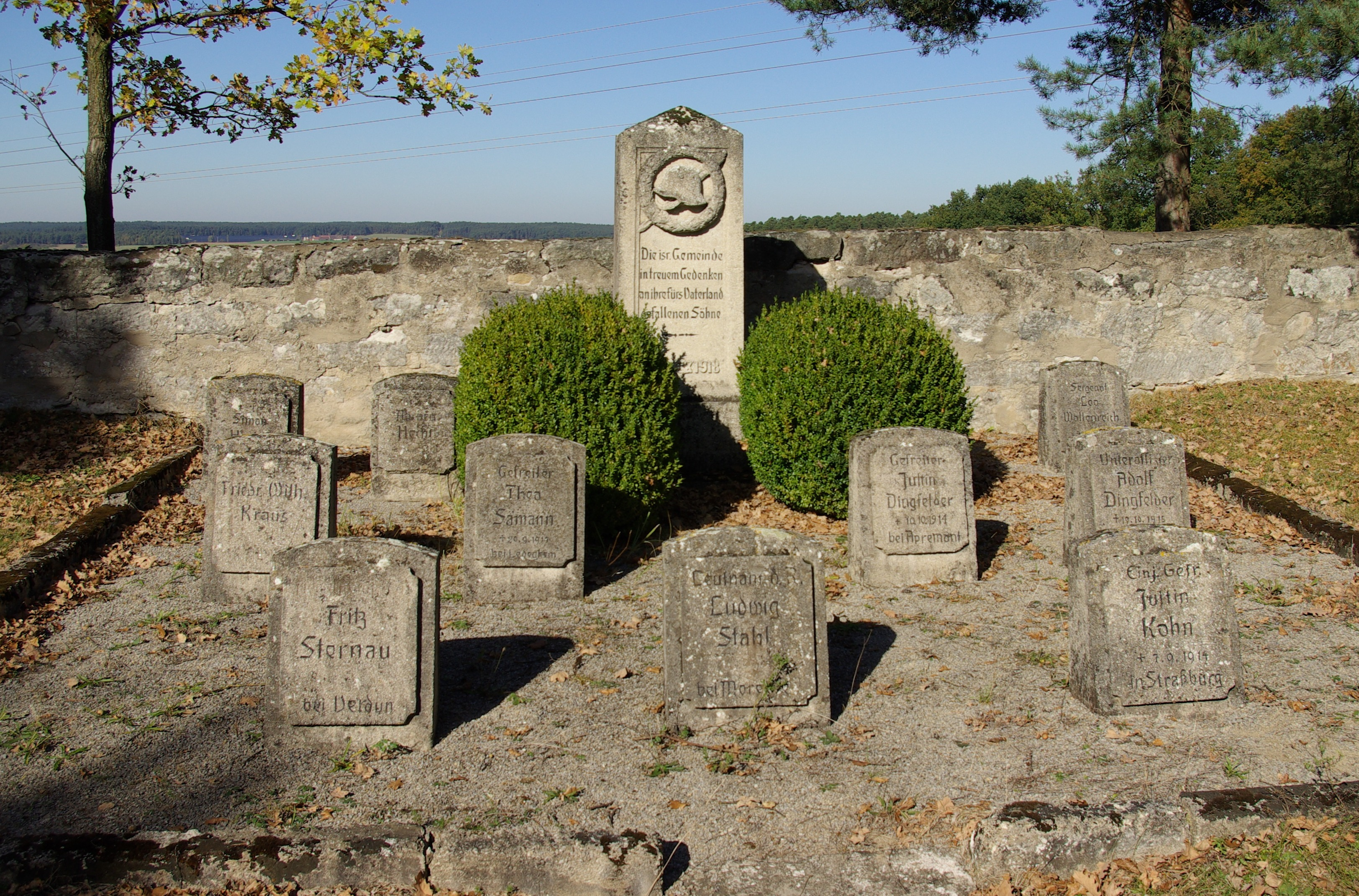
Kriegerdenkmal auf dem jüdischen Friedhof in Diespeck

Das Jüdische Kriegerdenkmal auf dem jüdischen Friedhof in Diespeck, einer Gemeinde im mittelfränkischen Landkreis Neustadt an der Aisch-Bad Windsheim in Bayern, wurde am 19. August 1923 eingeweiht. Das vom Steinmetz Heinrich Kraft geschaffene Kriegerdenkmal ist ebenso wie der gesamte Friedhof ein geschütztes Baudenkmal.

## Beschreibung
Das Denkmal wurde zu Ehren der im Ersten Weltkrieg gefallenen Soldaten aus der jüdischen Gemeinde Diespeck errichtet. Im Hintergrund des Friedhofs, direkt vor der Friedhofsmauer, enthält ein Gedenkstein unter einem Stahlhelm mit Degen in einem Lorbeerkranz folgende Widmung: Die isr. Gemeinde in treuem Gedenken an ihre fürs Vaterland gefallenen Söhne und darunter 1914 – 1918.
Rechts und links sowie vor dem Gedenkstein sind elf symbolische Grabsteine angeordnet, auf denen die Namen der Gefallenen verewigt sind.